# Doraibu mai kā
Drive My Car (em japonês: ドライブ·マイ·カー, Hepburn: Doraibu mai kā) é um filme de drama japonês de 2021 co-escrito e dirigido por Ryūsuke Hamaguchi. É baseado principalmente no conto de mesmo nome de Haruki Murakami de 2014. O filme é estrelado por Hidetoshi Nishijima..
Considerado um dos melhores filmes de 2021, foi selecionado para concorrer à Palma de Ouro no Festival de Cinema de Cannes de 2021, onde ganhou três prêmios, incluindo Melhor Roteiro, e foi escolhido como o representante japonês para o Oscar de melhor filme internacional no Oscar 2022 onde venceu. Na 79.ª edição do Globo de Ouro, o filme ganhou o prêmio de Melhor Filme Estrangeiro.
No Brasil, foi lançado nos cinemas pela O2 Play e no streaming pela MUBI em 2022. Também teve um lançamento limitado em DVD duplo pela O2 Play na Versátil Home Vídeo.

## Elenco
- Hidetoshi Nishijima como Yusuke Kafuku
- Toko Miura como Misaki Watari
- Masaki Okada como Koji Takatsuki
- Reika Kirishima como Oto Kafuku, esposa de Kafuku
- Park Yoo-rim como Lee Yoo-na
- Satoko Abe como Yuhara
- Jin Dae-yeon como Gong Yoon-soo
- Sonia Yuan como Janice Chang

## Recepção
No agregador de críticas Rotten Tomatoes, que categoriza as opiniões apenas como positivas ou negativas, o filme tem um índice de aprovação de 98% calculado com base em 124 comentários dos críticos. Por comparação, com as mesmas opiniões sendo calculadas usando uma média aritmética ponderada, a nota é 8.60/10 que é seguida do consenso: "Drive My Car contém um drama rico e pacientemente cativante que conta com auto-aceitação e arrependimento". Já no agregador Metacritic, que calcula as notas usando somente uma média aritmética ponderada a partir das avaliações de 42 críticos que escrevem em maioria para a imprensa tradicional, o filme tem uma pontuação de 91 entre 100, com a indicação de "aclamação universal".